# Lysilla apheles
Lysilla apheles är en ringmaskart som beskrevs av Anne D. Hutchings 1974. Lysilla apheles ingår i släktet Lysilla och familjen Terebellidae.
Artens utbredningsområde är havet kring Nya Zeeland. Inga underarter finns listade i Catalogue of Life.